# Achfary
Achfary är en by i Highland i Skottland. Byn är belägen 10 km 
från Laxford Bridge. Orten har 40 invånare (2011).